# 豊田実頴
豊田 実頴（とよだ みとし、1853年（嘉永6年2月） - 1932年（昭和7年）3月29日）は、日本の政治家、衆議院議員（1期）。

## 経歴
広島県出身。漢学を修めた後、眼科医術を学び、眼科医となる。安芸郡吏、広島県会議員、同常置委員、安芸郡会議員、呉市会議員、同参事会員となる。
1890年の第1回衆議院議員総選挙において広島1区から立憲改進党公認で立候補して当選する。1892年の第2回衆議院議員総選挙では次点で落選した。その後、1932年に死去した。